# 扎斯塔夫切
49°12′42″N 25°2′5″E / 49.21167°N 25.03472°E
扎斯塔夫切（烏克蘭語：Заставче），是烏克蘭的村落，位於該國西部捷爾諾波爾州，由捷尔诺波尔区負責管轄，面積0.51平方公里，海拔高度240米，2014年人口268，人口密度每平方公里654.9人。
1. ↑  . Тернопільщина. 2020-05-28  [2024-06-06]. （原始内容存档于2024-06-06） （乌克兰语）.